# Rivula aroa
Rivula aroa är en fjärilsart som beskrevs av George Thomas Bethune-Baker 1906. Rivula aroa ingår i släktet Rivula och familjen nattflyn. Inga underarter finns listade.